# NGC 2930
NGC 2930 este o infrared source⁠(d) situată în constelația Leul. A fost descoperită în 21 februarie 1863 de către Heinrich Louis d'Arrest. Se află la o distanță de 101,39 megaparseci de Pământ.